# 宋繇
宋 繇（そう よう、生没年不詳）は、中国の五胡十六国から北魏にかけての人物。字は体業。本貫は敦煌郡。

## 経歴
前涼の龍驤将軍・武興郡太守の宋僚の子として生まれた。生後直後に父が張邕に殺された。5歳で母を失い、伯母の張氏に育てられた。8歳のときに張氏が死去した。妹の夫の張彦に従って酒泉におもむき、師について学問した。個室で読書して昼夜倦まず、経書や史書に広く通じた。
後涼の呂光のときに、秀才に挙げられ、郎中に任じられた。後に北涼の段業のもとに逃れ、中散・常侍に任じられた。段業に戦略眼がないことに失望して、西涼の李暠のもとを頼り、従事中郎に任じられ、折衝将軍の位を加えられた。東は涼興を討ち、西は玉門以西の諸城を攻撃してすべて下した。右将軍・敦煌護軍となり、後にまた酒泉に移った。李歆が立つと、宋繇は武衛将軍・広夏郡太守・軍諮祭酒・録三府事となった。北涼の沮渠蒙遜が南涼を攻撃している隙に、李歆が張掖を攻撃しようと計画したため、宋繇はこの出兵に反対して諫めたが、李歆は聞き入れなかった。
宋繇は儒学を好んで、家には財産を蓄えず、兵火の間にあっても、経書の講読をやめなかった。儒士が訪れるたびに喜んで出迎え、政務を放擲して経典について談義した。職務の判断は明快で、行政事務は遅滞を引き起こさなかった。
沮渠蒙遜が酒泉を平定すると、宋繇の部屋には数千巻の書と、塩と米が数十斛あるのみだったので、「わたしは李歆に勝ったことは喜ばないが、宋繇を得たことだけは嬉しい」と言った。宋繇は蒙遜の下で尚書吏部郎中に任じられ、人材選挙の任を委ねられた。蒙遜が死の床につくと、その子の沮渠牧犍を補佐するよう宋繇に委嘱した。宋繇は牧犍の下で左丞となり、牧犍の妹の興平公主を北魏の平城に送った。太武帝は宋繇に対して河西王右丞相の位と清水公の爵位を与え、安遠将軍の位を加えた。太武帝が涼州を平定すると、宋繇は牧犍に従って平城に移った。死去すると、諡は恭といった。
長男の宋巌が清水公の爵位を嗣ぎ、西平侯に進んだ。

## 伝記資料
- 『魏書』巻52 列伝第40
- 『北史』巻34 列伝第22
- 『晋書』巻87 列伝第57